# 夢枕獏 とわいらいと劇場
『夢枕獏 とわいらいと劇場』（ゆめまくらばく とわいらいとげきじょう）は、夢枕獏の小説を元にしたオムニバス形式の日本のOVA作品。レンタルビデオマガジン「アニメ・V・コミック レンタマン」に収録されていた4本の短編アニメを1本にまとめてリリースしたものである。

## 概要
夢枕獏の伝奇幻想短編小説を元にした『夢蜉蝣』『四畳半漂流記』『深山幻想譚』『骨董屋』の4編を収録したオムニバス作品。原作者の夢枕は一世を風靡した伝奇アクション小説ブームの立て役者のひとりであり、当時、大変な人気作家だった。伝奇アクションの他に、幻想色の強い短編の書き手としても知られており、本作は『悪夢喰らい』および『魔獣館』の2冊の短編集に収録された同名の短編4本がもととなっている。
もともとは1991年に連続形式でリリースされたビデオマガジン『レンタマン』1号〜4号（学習研究社）収録のコンテンツの一つとして制作され、1992年に『夢枕獏 とわいらいと劇場』のタイトルでエンディングを付け加えた単巻ビデオとして発売された。
なお、「レンタマン」収録時は、「夢蜉蝣」「深山幻想譚」「骨董屋」「四畳半漂流記」の順に発表されたが、パッケージ化の際には、「夢蜉蝣」「四畳半漂流記」「深山幻想譚」「骨董屋」の順に改められている。
オムニバス作品らしく、各話ごとに異なる作風となっている。「夢蜉蝣」「深山幻想譚」はスタジオぴえろが制作を担当。演出を青木佐恵子が、コーディネーターをベテラン・鳥海永行が担当し、ともに非常に手堅い仕上がりとなっている。一方、「四畳半漂流記」「骨董屋」の制作は板野一郎が設立したD.A.S.Tが担当。板野自身が監修としてつき、それぞれの監督を当時の新鋭だった橋本晋治と大平晋也が務めている。「四畳半漂流記」は異色なビジュアルの作品であり、「骨董屋」は『THE八犬伝』第1話から『THE 八犬伝 〜新章〜』第4話に至るリアルアニメの過渡期の作品として注目された。

## 夢蜉蝣
初出はビデオマガジン『レンタマン』1号（1991年5月21日）。

### キャスト（夢蜉蝣）
- 壬生：山寺宏一
- 文緒：鶴ひろみ
- 永室：中村彰男
- 倉田：塩屋翼
- 試験官：立木文彦
- 学友A：渋谷茂
- 学友B：石田彰
- 学友C：真殿光昭

### スタッフ（夢蜉蝣）
- 原作 - 夢枕獏（『魔獣館：伝奇小説傑作集』収録）
- 演出 - 青木佐恵子
- キャラクターデザイン・作画監督・原画 - 梅津泰臣
- 美術設定 - 吉原一輔
- 美術監督 - 西川増水
- 撮影監督 - 佐野禎史
- 音響監督 - 斯波重治
- 原画 - 林千博、細山正樹
- 動画チェック - 豊島光子
- 動画 - 竹内健、林大樹、君島繁、石塚貴之、岩上由武、高乗陽子、田名部節也、高村和宏、加藤敦紀、青木俊晶、大森卓、田辺聡志、奥山忠恒、信動画
- 色指定 - 西村美智子
- 仕上検査 - 三上孝一
- 仕上 - 小川弘、松尾早百合、三原由美子、森次純子、山之上友一、田尻由美子、矢野悦子、岩崎静子、藤田陽子、高島美和、富岡守乃、YAEGRINA、スタジオOM青森
- ブラシワーク - 池田健司
- 背景 - 吉村敏幸、西川増水
- 撮影 - 珊瑚礁、佐藤隆郎、沖田英一、佐藤輝男、大熊義明
- 編集 - 坂本雅紀、森田清次、松本裕
- 音楽 - 見良津健夫
- 音楽制作 - LEGATO MUSIC
- 録音制作 - オムニバスプロモーション
- 録音スタジオ - 東京テレビセンター
- 調整 - 梅林一夫
- 効果 - 依田安文（わいわいサウンド）
- 現像 - 東京現像所
- タイトル - アズスタッフ
- 制作デスク - 小林弘靖
- 制作プロデューサー - 朴谷直治
- アニメーション制作 - スタジオぴえろ
- 制作協力 - 中村プロダクション、YAEGRINA、信動画、スタジオOM青森
- コーディネーター – 鳥海永行

## 四畳半漂流記
初出はビデオマガジン『レンタマン』4号（1991年11月21日）。

### キャスト（四畳半漂流記）
- 島田美智彦：飛田展男
- 沙織：小林優子
- 中年男・ミカエル：キートン山田
- ルシフェル：巴菁子
- ヤクザ風の男：茶風林

### スタッフ（四畳半漂流記）
- 原作 - 夢枕獏（『悪夢喰らい』収録）
- 監督・脚本・絵コンテ・キャラクターデザイン・作画監督 - 橋本晋治
- 監修 - 板野一郎
- 美術監督 - 石垣努
- 撮影監督 - 津田輝王
- 音響監督 - 本田保則
- 原画 - 橋本浩一、柿田英樹、清水勝祐、二村秀樹、青木真理子、友田政晴、阿部美佐緒、馬場俊子、桜美勝志、橋本晋治
- 動画チェック - わたなべりつこ
- 動画 - 大貫有希、嶋田俊彦、松原祐治、湯浅秀男、石田浩一、横山義家、青木理恵、川原真哉、飯田孝則、朝陽動画、スタジオえっぐ
- 色彩設定 - 鈴木一法
- 仕上 - 三沢厚子、スタジオオーエム、朝陽動画、錦映動画、スタジオえっぐ
- 特効 - 前川孝
- 背景 - 石垣プロダクション
- 撮影 - ツドー工房
- 編集 - 尾形治敏、伊藤勇喜子
- 音楽 - 見良津健夫
- 音楽制作 - ヒューマンミュージック
- 録音ディレクター - 鶴岡陽太
- 録音 - 梅林一夫
- 録音スタジオ - 東京テレビセンター、アバコ・クリエイティブ・スタジオ
- 音響制作 - アーツプロ
- 整音 - 阿部幸男
- 効果 - 神保大介、スワラプロ
- 現像 - 東京現像所
- 制作デスク - なかやますずみ
- 制作進行 - 小山恭子
- 制作プロデューサー - 浦野ひろあき
- スーパーバイザー - 宮下研史
- アニメーション制作 - D.A.S.T

## 深山幻想譚
初出はビデオマガジン『レンタマン』2号（1991年7月21日）。

### キャスト（深山幻想譚）
- 私：田中秀幸
- 男：吉村よう

### スタッフ（深山幻想譚）
- 原作 - 夢枕獏（『悪夢喰らい』収録）
- 演出 - 青木佐恵子
- キャラクターデザイン・作画監督・原画 - 鈴木信一
- 美術設定 - 吉原一輔
- 美術監督・背景 - 伊藤主計
- 撮影監督 - 佐野禎史
- 音響監督 - 斯波重治
- 原画 - 竹山稔
- 動画チェック - 豊島光子
- 動画 - 竹内健、秋山美津江、石塚貴之、岩上由武、高乗陽子、田名部節也、上津達也、加藤敦紀、鈴木勤、青木俊晶、田辺聡志、ソウルぴえろ
- 色指定 - 西村美智子
- 仕上検査 - 三上孝一
- 仕上 - 新谷富美子、植山幸子、白市香織、杉田靖代、土岐智子、スタジオぴえろ福岡分室、ソウルぴえろ
- ブラシワーク - 池田健司
- 撮影 - 珊瑚礁、佐藤隆郎、沖田英一、佐藤輝男、大熊義明
- 編集 - 森田編集室、坂本雅紀、森田清次、松本裕
- 音楽 - 見良津健夫
- 音楽制作 - LEGATO MUSIC
- 録音制作 - オムニバスプロモーション
- 録音スタジオ - 東京テレビセンター
- 調整 - 梅林一夫
- 効果 - 依田安文（わいわいサウンド）
- 現像 - 東京現像所
- タイトル - アズスタッフ
- 制作デスク - 小林弘靖
- 制作プロデューサー - 朴谷直治
- アニメーション制作 - スタジオぴえろ
- 制作協力 - 中村プロダクション、スタジオOM青森、スタジオぴえろ福岡分室、ソウルぴえろ
- コーディネーター - 鳥海永行

## 骨董屋
初出はビデオマガジン『レンタマン』3号（1991年9月21日）。

### キャスト（骨董屋）
- 織田：麦人
- 織田（青年時代）：長谷有洋
- 敬子：佐々木るん
- 店主：加藤正之
- 井沢：河合義雄
- 山室：岡和男

### スタッフ（骨董屋）
- 原作 - 夢枕獏（『悪夢喰らい』収録）
- 監督・脚本・絵コンテ・キャラクターデザイン・作画監督 - 大平晋也
- 監修 - 板野一郎
- 美術監督 - 長尾仁
- 音響監督 - 本田保則
- 原画 - 佐々木守、田中達之、黒沢守、二村秀樹、本猪木浩明工藤正明、高橋信也、吉田英俊、橋本晋治、青木真理子
- 動画チェック - 渡辺律子
- 動画 - 松原祐治、大貫有希、嶋田俊彦、湯浅秀男、石田浩一、横山義家、川原真哉、青木理恵、錦映動画、美林動画
- 色指定・仕上検査 - 鈴木一法
- 仕上 - 三沢あつ子、錦映動画、美林動画
- 特効 - 前川孝
- 背景 - スタジオチューリップ、中原英統、長江剛、荒木清次郎、高橋麻穂、長尾真由美、伊藤千代子、角美保、前田由起子、STAR pro
- 撮影 - I.M.G、トランス・アーツ、キャバーン
- 編集 - 虫プロダクション
- 音楽 - 見良津健夫
- 音楽制作 - ヒューマンミュージック
- 録音ディレクター - 鶴岡陽太
- 録音 - 今関種吉（タバックスタジオ）
- 録音スタジオ - タバックスタジオ
- 音響制作 - アーツプロ
- 調整 - 佐藤進（整音スタジオ）
- 効果 - 神保大介（スワラプロ）
- 現像 - 東京現像所
- 制作担当 - 中山鈴美
- 制作進行 - 小山恭子
- 制作プロデューサー - うらのひろあき
- スーパーバイザー - 宮下研史
- アニメーション制作 - D.A.S.T

## 統括スタッフ
- 企画製作 - 吉田尚剛（ネクスタート・創映新社）、布川ゆうじ（スタジオぴえろ）、永井隆（ダイナミック企画）
- 原作 - 夢枕獏
- プロデューサー - 永井謙次、梅崎浩志、中村嘉男、井上徹
- 製作 - ダイナミック企画、スタジオぴえろ、創映新社、ネクスタート

## 主題歌
「月の宵、目覚めし時」
作詞 - 紅玉 / 作曲・編曲 - 長内悟 / 歌 - 鶴ひろみ
主題歌製作 - ユーメックス、藤田純二

## 映像商品
| タイトル                | 発売日         | 規格 | 規格品番   | レーベル         | 備考                                                |
| ----------------------- | -------------- | ---- | ---------- | ---------------- | --------------------------------------------------- |
| レンタマン第1号         | 1991年5月21日  | VHS  | PCVF-30006 | ポニーキャニオン | 「夢蜉蝣」を収録。                                  |
| レンタマン第2号         | 1991年7月21日  | VHS  | PCVF-30007 | ポニーキャニオン | 「深山幻想譚」を収録。                              |
| レンタマン第3号         | 1991年9月21日  | VHS  | PCVF-30008 | ポニーキャニオン | 「骨董屋」を収録。                                  |
| レンタマン第4号         | 1991年11月21日 | VHS  | PCVF-30009 | ポニーキャニオン | 「四畳半漂流記」を収録。                            |
| 夢枕獏 とわいらいと劇場 | 1992年3月4日   | VHS  | PCVF-10021 | ポニーキャニオン | 「レンタマン」各巻に収録された全4話をまとめて収録。 |
| 夢枕獏 とわいらいと劇場 | 1992年3月4日   | LD   | PCLP-00278 | ポニーキャニオン | 「レンタマン」各巻に収録された全4話をまとめて収録。 |